# عزلة غربان (ذمار)

تعديل مصدري - تعديل

عزلة غربان هي إحدى عزل مديرية المنار في محافظة ذمار اليمنية ويبلغ تعداد سكانها 956 نسمة حسب التعداد السكاني في اليمن لعام 2004.